# 1971
Cette page concerne l'année 1971 (MCMLXXI en chiffres romains) du calendrier grégorien.
L'année 1971 est une année commune qui commence un vendredi.

## En bref
- 26 mars : sécession du Bangladesh.
- 15 août : fin du « Gold Exchange Standard ». Effondrement du système monétaire issu des accords de Bretton Woods en 1944.
- 3 - 16 décembre : troisième guerre indo-pakistanaise.

## Relations internationales
- 2 février : convention de Ramsar relative à la conservation des zones humides[1].
- 11 février : traité interdisant de placer des armes nucléaires et d’autres armes de destruction massive dans les fonds des mers et des océans ainsi que dans leurs sous-sols[2].
- 21 février : convention sur les substances psychotropes, signée à Vienne[3].
- 11 mai, écologie : le « Message de Menton » signé par 2 200 scientifiques de 23 pays est remis au secrétaire général des Nations unies U Thant à New-York[4].
- 10 décembre : le prix Nobel de la paix est attribué à l’Allemand Willy Brandt[5].
- 20 décembre : déclaration des droits du déficient mental, proclamée par l’Assemblée générale des Nations unies[6].
- 22 décembre :
  - fondation de l’organisation humanitaire Médecins sans frontières[7].
  - élection de Kurt Waldheim au poste de secrétaire général des Nations unies[8].

## Événements

### Afrique
- 15 janvier : exécution par fusillade sur la place publique à Bafoussam de Ernest Ouandie dernier leader de l’Union des populations du Cameroun[9].

Caricature du général Idi Amin Dada.

- 25 janvier : le général Idi Amin Dada renverse Milton Obote en Ouganda et impose une dictature sanglante caractérisée par une répression généralisée (300 000 morts de 1971 à 1979)[10].

- 24 février : nationalisation de la production d’hydrocarbures à 51 % en Algérie[11].

- 1er avril : un mouvement insurrectionnel paysan dirigé par Monja Jaona, leader du MONIMA, est déclenché dans le sud de Madagascar, dans la région de Tuléar. Il est brutalement réprimé par la gendarmerie[12].
- 8 avril : arrestation de Yoro Diakité, ministre de affaire étrangères du Mali et du capitaine Malik Diallo, commissaire à l’Information, accusés de complot. Jugés en juillet 1972 par la Cour de sûreté de l’État, ils sont condamnés aux travaux forcés dans les mines de sel de Taoudeni[13].

- 15 mai : la congrégation des Pères Blancs décide de se retirer du Mozambique, affichant par une lettre publique son désaccord avec les actes de répression commis au nom de la défense de la « civilisation chrétienne »[14].
- 21 - 23 juin : au cours du sommet de l’OUA réunissant 44 États, six États (Dahomey, Gabon, Lesotho, Madagascar, Malawi, Maurice) votent en faveur du « dialogue » avec l’Afrique du Sud, engagé à l’initiative de la Côte d'Ivoire, 28 le rejettent, cinq s’abstiennent[15].

- 6 juillet : Hastings Kamuzu Banda est proclamé président à vie du Malawi[16].
- 7 juillet : Idi Amin Dada ferme la frontière entre l’Ouganda et la Tanzanie où s’est réfugié Milton Obote avec 1 000 soldats loyalistes, prétextant des infiltrations de la guérilla ; en août, Amin Dada accuse la Tanzanie de violer l’espace aérien ougandais. Le 24 août, il annonce que ses troupes se seraient heurtées à des unités tanzaniennes dans le sud du pays[17].
- 10 juillet : échec d’une tentative de coup d’État militaire conduit par les cadets de l’armée marocaine contre le roi Hassan II, au Palais d’été de Skhirat, au Maroc[18].
- 12 - 13 juillet : conférence de Vienne ; le Nigeria adhère à l’Organisation des pays exportateurs de pétrole (OPEP)[19].

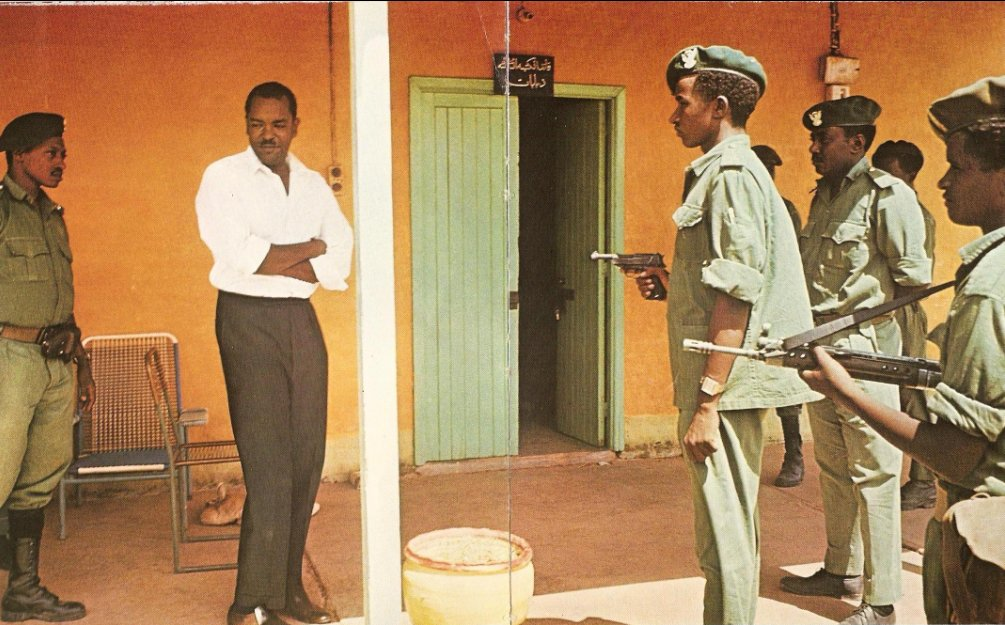
22 juillet : arrestation d'Hashem al Atta.

- 19 - 22 juillet : le général Nemeiry est chassé du pouvoir au Soudan par un coup d’État communiste mené par Hashem al Atta (en). Il reprend le pouvoir puis est plébiscité par un référendum en septembre. Chasse sanglante aux communistes au Soudan[20].

- 20 octobre : l’annonce de la destruction d’un camp militaire tanzanien par un avion de chasse ougandais, considéré par Idi Amin Dada comme une base du président Obote et de ses partisans, marque le début d’un conflit frontalier entre la Tanzanie et l’Ouganda. Les deux pays massent leurs troupes à la frontière. Le 25 novembre, la crise s’achève par la déclaration unilatérale du président tanzanien Nyerere de réduire ses troupes à la frontière[17].
- 27 octobre : le Congo, sous la férule de Mobutu, devient le Zaïre (déformation par les Portugais du mot kikongo Nzadi « le fleuve »). Léopoldville étant renommée Kinshasa depuis 1966[21]. Début de la zaïrianisation.

### Amériques
- 7 janvier, Honduras : répondant aux appels pressant du patronat et des syndicats, les deux partis dominants (libéral et national) signent un accord politique d’union nationale, le pacto, scellant leur volonté de gouverner ensemble. Le régime d’union nationale issu des élections du 28 mars et présidé par Ramón Ernesto Cruz Uclés est de courte durée et n’engage aucune réforme[22].
- 8 janvier, Uruguay : les Tupamaros enlèvent l’ambassadeur du Royaume-Uni Geoffrey Jackson. Il est relâché le 9 septembre, trois jours après l’évasion spectaculaire de 106 Tupamaros[23].
- 22 janvier, Chili : la Société nationale d’agriculture (SNA) annonce l’expropriation de 250 propriétés agricoles[24]. Accélération de la réforme agraire lancée en 1967 : la plus grande propriété du pays (730 000 ha) est expropriée. En un an, l’Unité populaire exproprie autant que le gouvernement de Frei en six ans[25]. En janvier les premières banques et les premières industries (fabrique de ciment, mines de fer et de salpêtre) sont nationalisées[25].
- 31 janvier, Haïti : un référendum constitutionnel assure la succession de François Duvalier à son fils Jean-Claude Duvalier[26].

- 12-15 mars : nouvelles émeutes à Córdoba contre le gouverneur Camilo Uriburu, connues sous le nom de Viborazo[27].

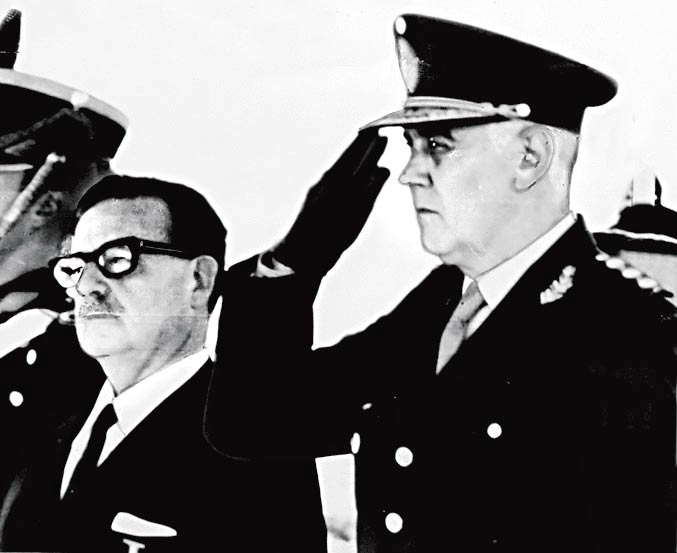
Lanusse et Allende en juillet 1971.

- 25 mars : le général Alejandro Agustín Lanusse est désigné par la junte président de l’Argentine ; le 17 septembre, il annonce le retour à la normalité constitutionnelle et la tenue d’élections le 25 mars 1973[28].

- 4 avril : l’Unité populaire remporte les élections municipales au Chili avec 49,75 % des voix. La démocratie chrétienne se rapproche de la droite et le paysage politique devient bipolaire[24].
- 21 avril : mort de François Duvalier ; début de la dictature de Jean-Claude Duvalier en Haïti (fin en 1985)[26].

- 1er mai, Río Cuarto : le général Alejandro Agustín Lanusse annonce le « Grand Accord national »[29]. Il va légaliser le parti péroniste et même autoriser le retour de Juan Perón en Argentine (17 novembre 1972).
- 10 juin : massacre du Corpus Christi au Mexique. Des dizaines de manifestants réclamant la fin de l’impunité et un pays plus démocratique sont tués dans une attaque d'un groupe paramilitaire[30].

- 24 juin, Pérou : création du Sistema nacional de apoyo a la movilización social. Le gouvernement révolutionnaire du Pérou cherche des appuis plus larges parmi les ouvriers et les paysans. Une loi de mobilisation sociale est votée et donne naissance à un Système national d’appui à la mobilisation sociale (SINAMOS), qui distribue des aides et encadre ou coopte les organisations populaires[31].

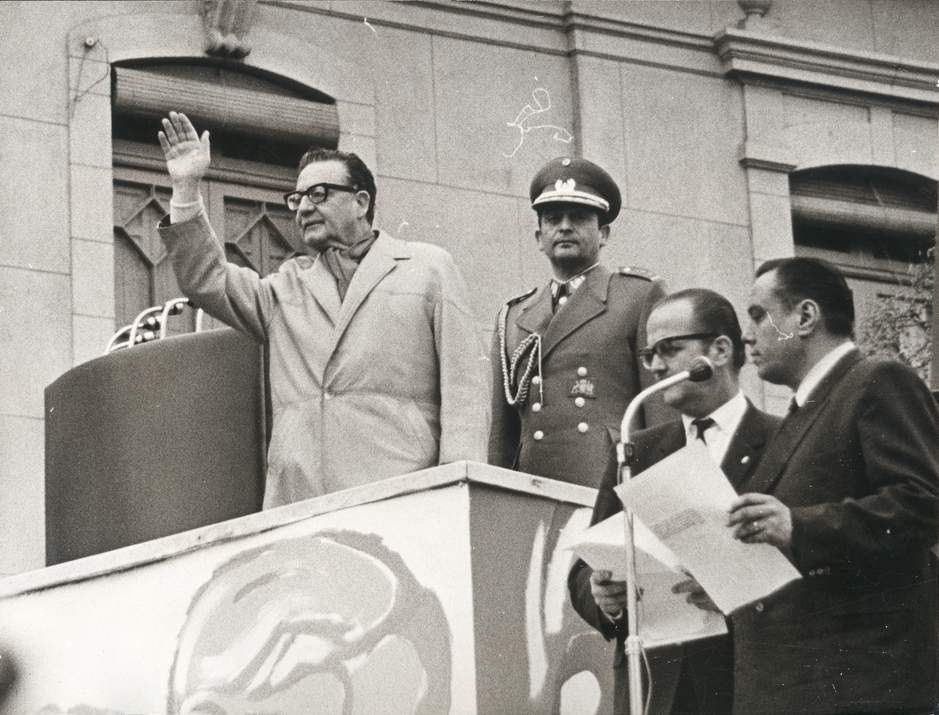
11 juillet : Salvador Allende à Rancagua pour la nationalisation des mines de cuivre.

- 11 juillet, Chili : loi de nationalisation des mines de cuivre, décidée par le gouvernement de l’Unité populaire de [32]. L’État contrôle la quasi-totalité de l’industrie minière (dont le cuivre) et toutes les activités jugées stratégiques (métallurgie notamment).

- 6 septembre : évasion de 106 Tupamaros détenus dans la prison de Punta Carretas, en Uruguay, par un tunnel de 50 mètres creusé à partir d’une cellule. Par le décret 566/971 du 9 septembre, devant les violences redoublées des Tupamaros, l’armée intervient pour remettre de l’ordre[33].

- 19 - 21 août : coup d’État en Bolivie. Le colonel Hugo Banzer Suárez s’impose par la force pour huit ans[34]. Il lance une vague de répression contre la gauche, notamment dans les secteurs étudiants. Son objectif est de dépolitiser le corps social et de relancer l’économie. La stricte application du programme économique du FMI (suppression des prix subventionnés, dévaluation, etc.) provoque une hausse massive du coût de la vie. Devant la montée du mécontentement, le régime se durcit, réprimant violemment toutes les manifestations.
- 24 août-4 septembre : voyage de Salvador Allende au Pérou, en Colombie et en Équateur[35].

- Septembre : création de l’ORPA (Organisation du peuple armé), mouvement révolutionnaire dissident des FAR (Fuerzas Armadas Rebeldes) dirigé par Rodrigo Asturias (en) au Guatemala[36].

- 10 novembre - 3 décembre : visite de Fidel Castro au Chili[37].
- 28 novembre : victoire du parti Colorado aux élections générales uruguayennes. Juan María Bordaberry est élu président[38]. L’élection présidentielle voit s’affronter six candidats du parti Colorado et trois du parti Blanco. Le système du double vote simultané, qui fait correspondre les élections primaires au sein des partis et l’élection présidentielle, permet au candidat des colorados arrivant en tête de l’emporter (le total des voix des colorados est supérieur à celui des blancos) alors que le candidat des blancos en tête a plus de voix que lui[25].

### Asie et Pacifique

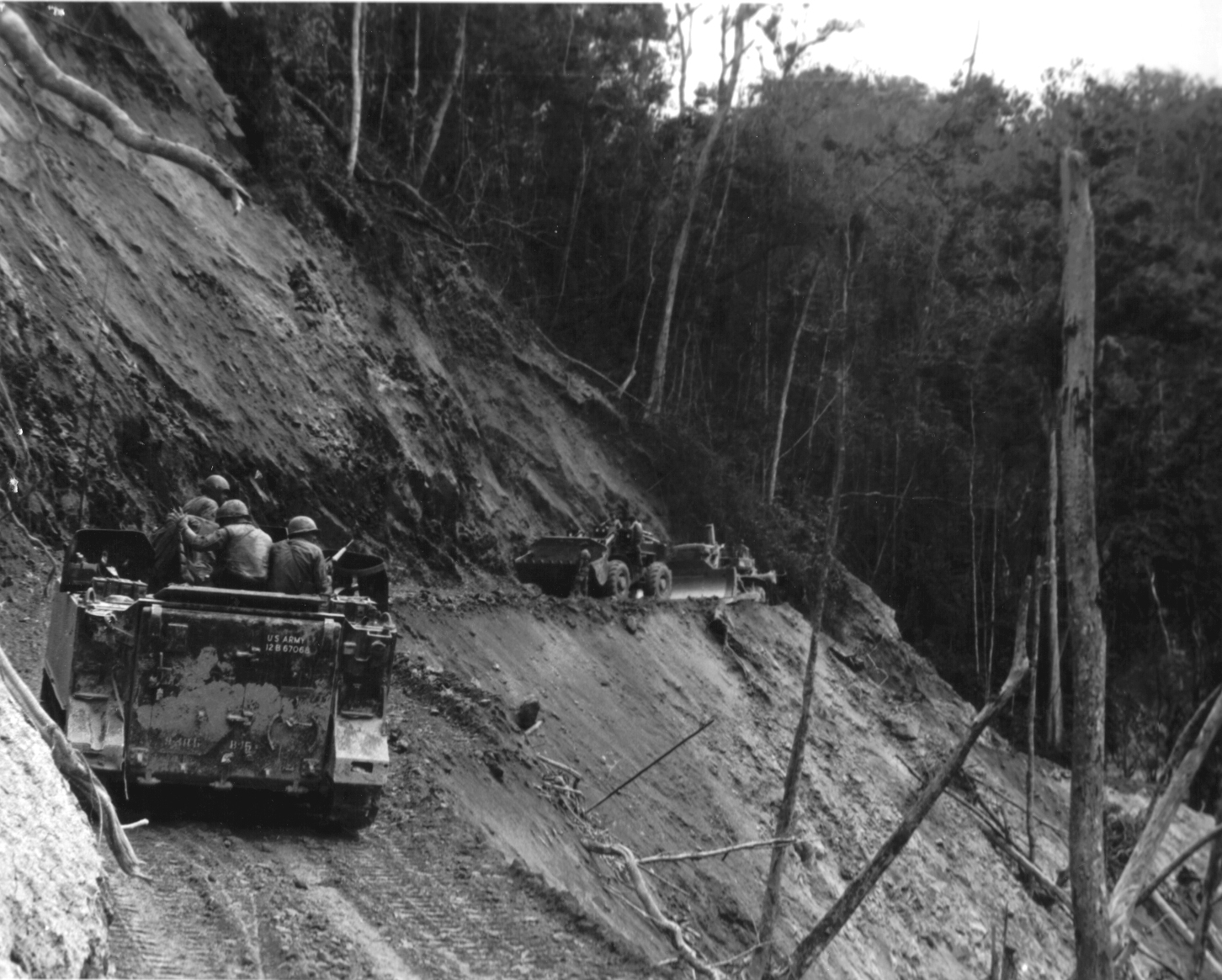
Opération Lam Son 719.

- 8 février - 25 mars : échec désastreux de l’opération Lam Son 719, offensive lancée par les troupes sud-vietnamiennes en territoire laotien[39].

- 10 avril : une équipe américaine de ping-pong arrive à Pékin (république populaire de Chine) et est reçue par Zhou Enlai le 14 avril ; c’est la ping pong diplomacy, le président Richard Nixon ayant décidé de jouer la carte chinoise contre l’Union soviétique[40].
- 15-16 avril : conférence ministérielle de Londres réunissant le Royaume-Uni, l’Australie, la Nouvelle-Zélande, la Malaisie et Singapour ; elle aboutit à un accord général de coopération concernant la défense extérieure de la Malaisie et de Singapour, qui entre en vigueur le 1er novembre et se substitue au traité de défense anglo-malais de 1957[41].

- 27 avril : Park Chung-hee est réélu président de la Corée du Sud avec l’appui du Parti démocratique républicain[42].

- 6 mai : Sisowath Sirik Matak est nommé Premier ministre de la république khmère (Cambodge)[43].

- 6-7 juin : bataille de Long Khanh[44].
- 7 juin : l’Australie entre dans l’OCDE[45].
- 17 juin : accord nippo-américain de Tokyo sur le retour des Ryūkyū et d’Okinawa au Japon[46].

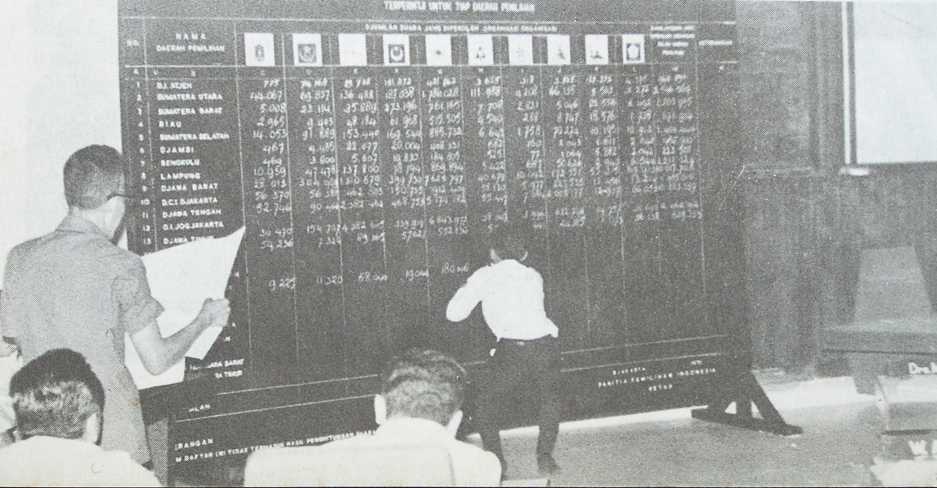
élections législatives en Indonésie.

- 3 juillet : les élections législatives en Indonésie sont l’objet d’un strict contrôle et l’organisation gouvernementale Golkar (un secrétariat de groupes fonctionnels) obtient la plupart des sièges d’un Parlement au rôle purement consultatif[47].
- 9 - 11 juillet : rencontre secrète entre Henry Kissinger et Zhou Enlai en Chine[48].

- 5-7 août : création du forum du Pacifique Sud, sous-groupe de la Fondation de la Commission du Pacifique Sud, composé de seize membres[49]. Il traite de la protection des ressources marines surexploitées par les pêcheurs japonais et taïwanais, du réchauffement terrestre qui menace de submerger les atolls, de la décolonisation, de la création d’une zone dénucléarisée.
- 12 août : la Croix Rouge sud-coréenne propose la tenue d’une conférence humanitaire avec la Croix Rouge nord-coréenne pour réunir familles séparées par la guerre. Le 14 août, le président de la Croix-Rouge de Corée du Nord accepte, avec l’accord de son gouvernement. La première réunion des deux Croix-Rouges se tient à Panmunjom le 20 septembre[50].

- 13 septembre, Chine : mort du maréchal Lin Biao, ministre de la Défense nationale, après l’échec d’un coup d’État[51].

- 3 octobre : Nguyen Van Thieu est réélu président de la République du Viêt Nam à Saïgon[52].

- 25 octobre : la république populaire de Chine est admise à l’ONU par 76 voix pour, 35 voix contre et 17 abstentions[53]. Elle obtient son siège au Conseil de sécurité et remplace Taïwan qui est évincée (résolution 2758 (XXVI)).

- 17 novembre : coup d’État en Thaïlande[54]. Le départ des troupes américaines d’Asie du Sud-Est a des effets défavorables sur l’économie thaïlandaise. La conjoncture favorise l’établissement d’un gouvernement militaire. Le général Thanom Kittikachorn abolit la Constitution et dissout le Parlement.

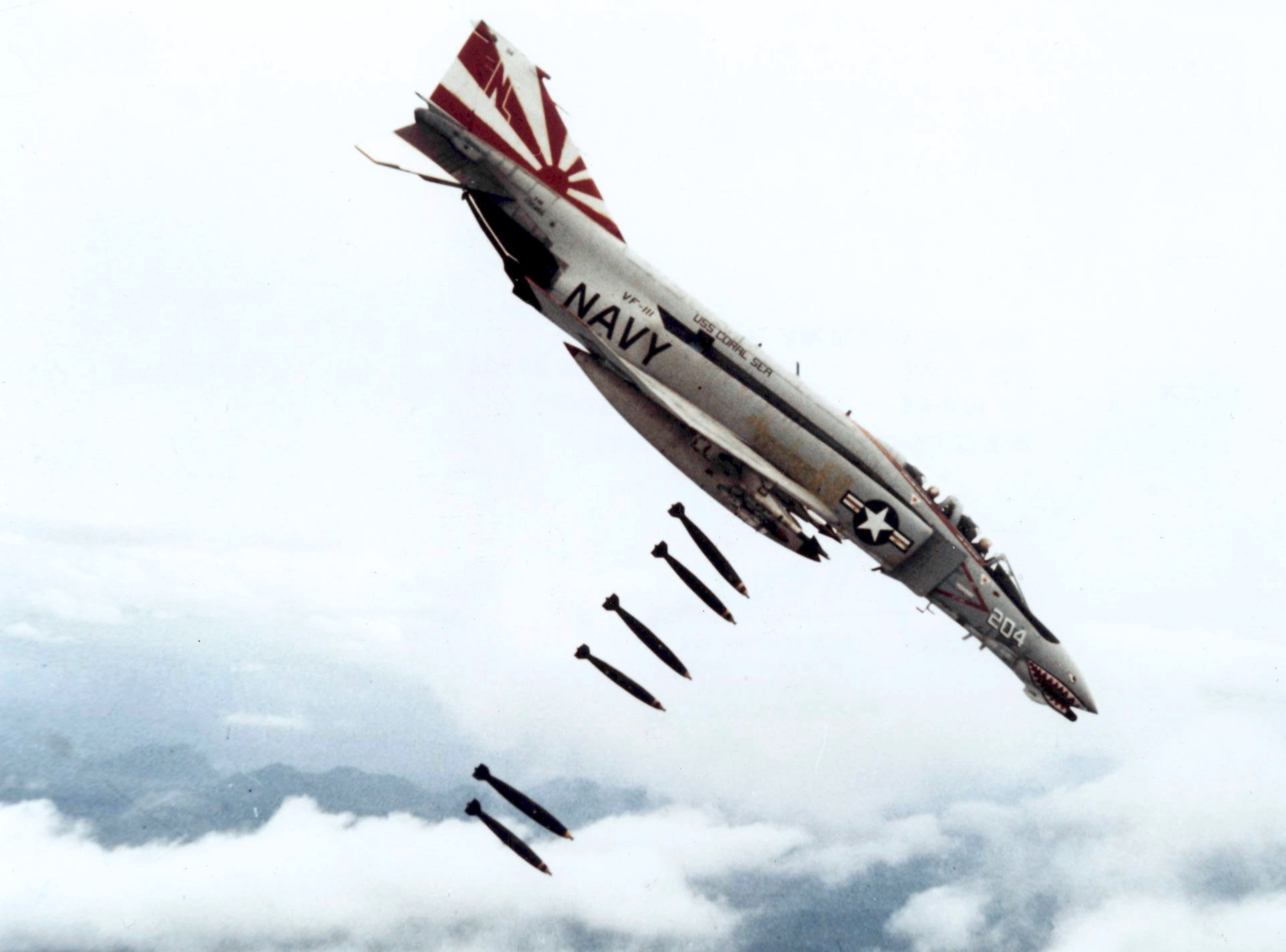
25 novembre : bombardement au Viêt Nam.

- 20 novembre : ouverture de négociations secrètes entre Corée du Sud et du Nord pour la réunification à l’occasion de la conférence des représentants des deux Croix-Rouges à Panmunjom[55] ; elles aboutissent à la déclaration conjointe du 4 juillet 1972[56].

- 18 décembre : accords Smithsonian de Washington ; réévaluation du yen de 16,88 % par rapport au dollar (premier endaka)[57].
- 26-30 décembre : opération Deep Proud Alpha, offensive aérienne US d’envergure sur le nord Viêt Nam pour le contraindre à « négocier sérieusement » à la conférence de Paris[58].

#### Sous-continent indien

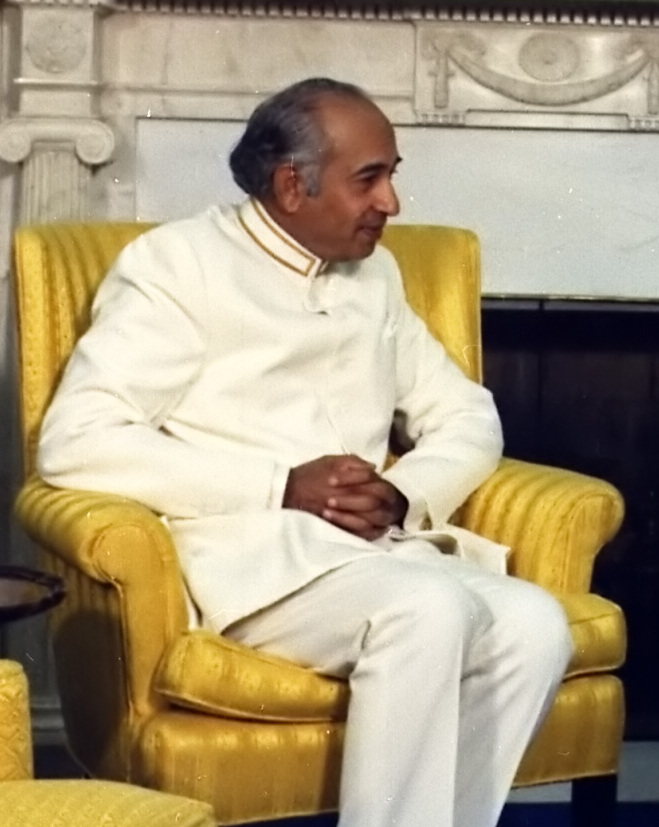
Zulfikar Ali Bhutto devient Président du Pakistan.

- 14 février : à la suite de la victoire de la Ligue Awami aux élections législatives, le général Yahya Khan, président du Pakistan, annonce que l’Assemblée constituante se réunira à Dacca le 3 mars pour préparer une nouvelle Constitution. Le 27 février, Zulfikar Ali Bhutto, dont le parti a remporté la majorité au Pakistan occidental, demande un report de cette réunion[59]. Le 1er mars Yahya Khan ajourne la réunion et remplace les gouverneurs civils des provinces par des « administrateurs de la loi martiale ». Dès le lendemain, un hartal (« arrêt de travail ») paralyse le Bengale[60].

- 1er-10 mars : élections législatives indiennes[61].

- 3 mars : la Ligue Awami organise une grève générale au Bengale[60].
- 16 mars : état d’urgence à Ceylan face au soulèvement armée du parti marxiste Janatha Vimukthi Peramuna (JVP)[62]. 450 personnes sont arrêtées, dont le chef du parti Rohana Wijeweera.
- 25 mars : Yahya Khan, président du Pakistan, déclenche une opération militaire d’une violence extrême pour neutraliser les étudiants de l’Université de Dacca et arrêter les dirigeants de la Ligue Awami[60].
- 26 mars : sécession du Bangladesh ; un gouvernement provisoire est constitué à Mujibnagar le 28 mars[60].

- 5 avril : le Janatha Vimukthi Peramuna, un mouvement rural d’inspiration marxiste, commence une rébellion contre le gouvernement de Sirimavo Bandaranaike à Ceylan. 92 postes de police sont attaqués simultanément. L’Inde intervient pour sauver le gouvernement[63].
- 10 avril : les dirigeants de la Ligue Awami réfugiés à Mujibnagar proclament l’indépendance du Bangladesh, rétroactive au 26 mars[60]. Huit millions de réfugiés fuient vers l’Inde en juillet.

- 1er mai : le gouvernement ceylanais propose une amnistie temporaire aux rebelles du JVP ; 6 000 d’entre eux se rendent, et trois jours plus tard, le gouvernement lance une offensive majeure dans la jungle contre la rébellion. À la fin du mois de juin, les combats sont pratiquement terminés, seuls quelques récalcitrants tiennent jusqu’en septembre[63].

- 9 août : l’Inde signe un traité d’amitié et de coopération avec l’Union soviétique[64].
- 21 septembre : le Bhoutan adhère aux Nations unies[65].

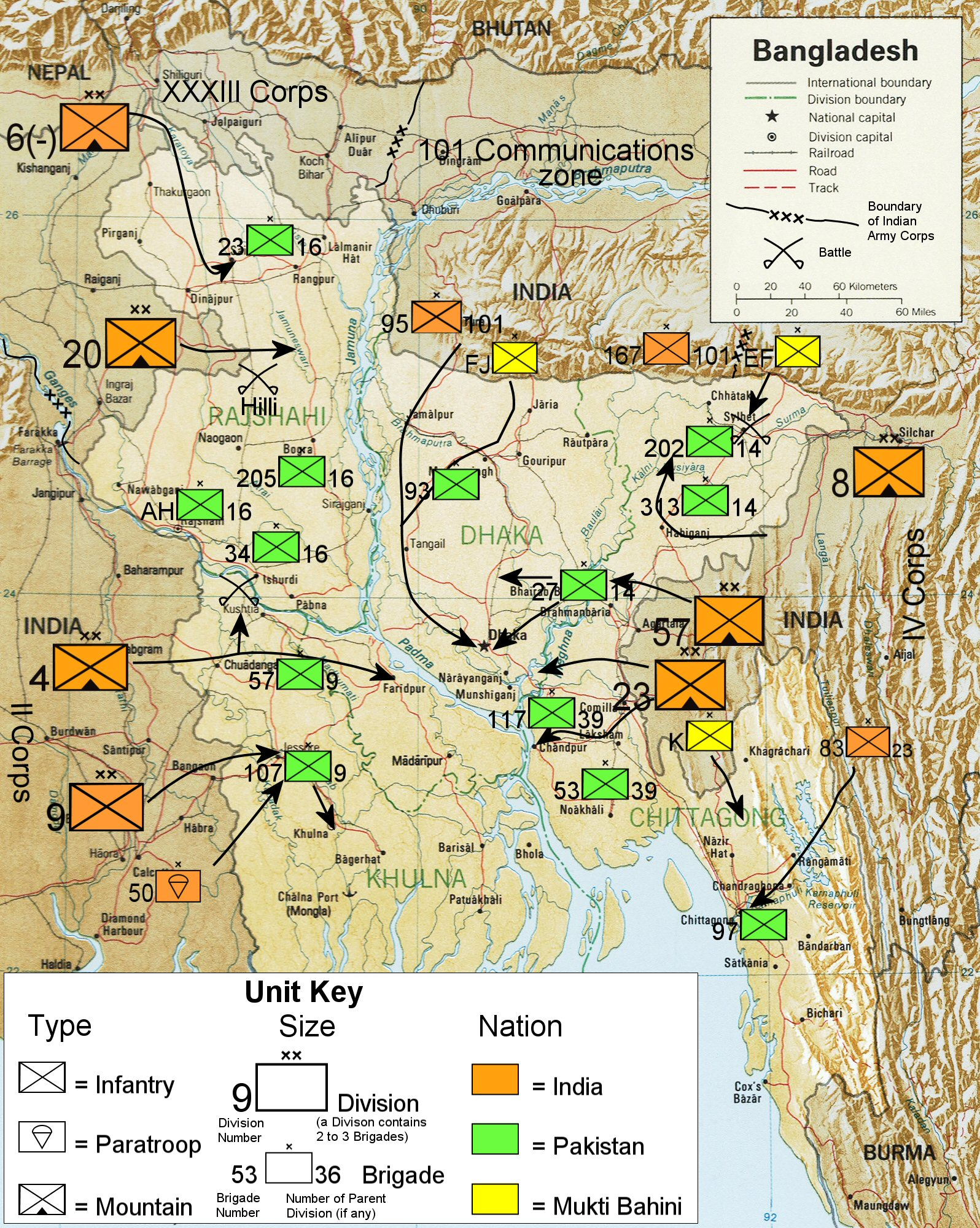
3 - 16 décembre : troisième guerre indo-pakistanaise.

- 3 - 16 décembre : intervention militaire indienne pour aider la sécession du Bangladesh. Après un raid de l’aviation pakistanaise sur le nord-ouest du Bangladesh (3 décembre), l’Inde engage de puissantes forces militaires qui défont le Pakistan[60].
- 4 - 5 décembre : opération Trident. Attaque navale lancée par la marine indienne contre les installations portuaires de Karachi[66].
- 8 - 9 décembre : opération Python. Seconde attaque navale indienne contre le port de Karachi[66].
- 9 décembre : une frégate de la marine indienne, l'INS Khukri, est coulée par un sous-marin pakistanais, au large des côtes de Diu[66].

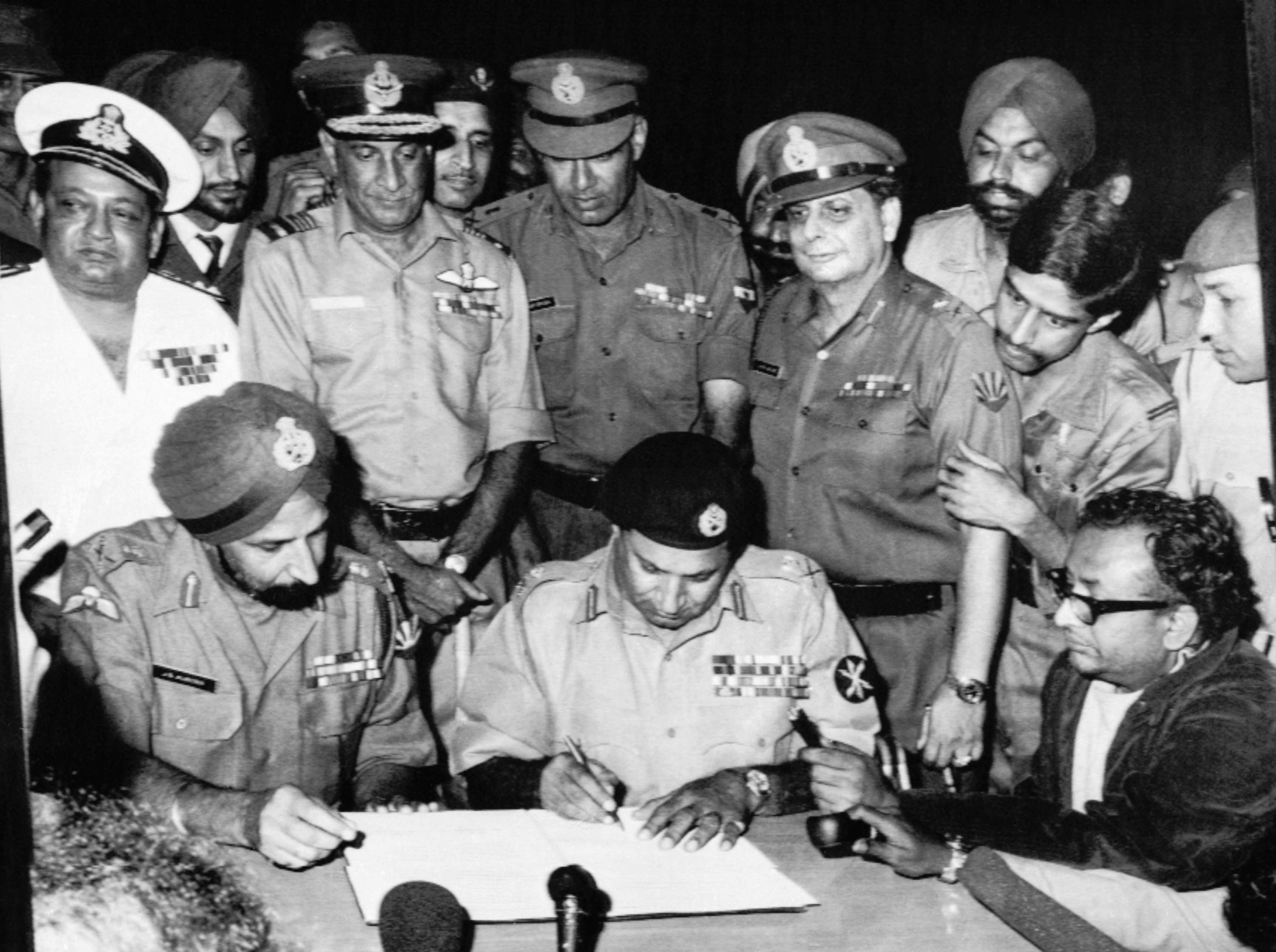
16 décembre : reddition des forces armées pakistanaises.

- 15 décembre : le général en chef des troupes du Pakistan oriental demande un cessez-le-feu à l’ONU et signe sa reddition[60]. Indépendance du Bangladesh. Islamabad lance toutefois plusieurs offensives dans le Cachemire, le Pendjab et le Rajasthan. Les Indiens contre-attaquent sans obtenir de résultats décisifs.
- 16 décembre : les troupes indiennes entrent à Dacca[60].

- 17 décembre : Yahya Khan accepte le cessez-le-feu proposé la veille par Indira Gandhi par le truchement des Nations-Unies[67].
- 20 décembre : Zulfikar Ali Bhutto devient Président du Pakistan[59].

### Proche-Orient
- 4 février : Sadate propose une réouverture du canal de Suez conditionnée par un retrait partiel des forces israéliennes[68]. Le projet, soutenu par les États-Unis, échoue sur la question de la démilitarisation du Sinaï et sur celle des frontières. Rogers, qui a soutenu ce plan, est définitivement écarté des affaires moyen-orientales.
- 9 février : restitution de terre à 800 propriétaires et indemnisation des propriétaires touchés par la réforme agraire de 1969 en Égypte[69].
- 22 février : Hafez el-Assad prend les pouvoirs présidentiels en Syrie, approuvé par plébiscite le 12 mars. Il se rapproche de l’Égypte et envisage un projet de fédération arabe[70].

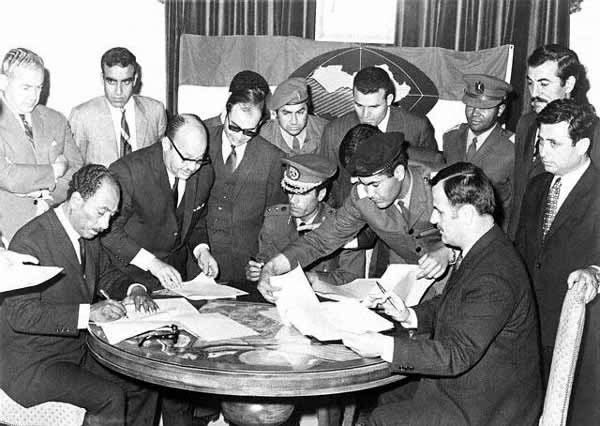
17 avril : Anouar el-Sadate, Mouammar Kadhafi et Hafez el-Assad signent pacte de Benghazi.

- 17 avril : pacte de Benghazi entre la Syrie, l’Égypte et la Libye. Annonce de la formation de l’Union des Républiques arabes[71].

- 2 mai, Égypte : destitution d’Ali Sabri, vice-président de la république pro-soviétique, à la suite de la découverte d’une conspiration visant à renverser Sadate[71].
- 15 mai : « Révolution du redressement » en Égypte. Sadate fait arrêter Ali Sabri et ses partisans, accusés de tentative de coup d’État[71].
- 27 mai : l’Union soviétique s’inquiète de l’élimination des éléments les plus à gauche, dont les militaires, par le régime égyptien. Une délégation de Moscou est reçue au Caire par Sadate et débouche sur un traité d’amitié et de coopération, assurant la poursuite des livraisons militaires à l’Égypte[71].

- 18 juillet : constitution provisoire signée par six émirats du Golfe[72].

- 14 août : indépendance de Bahreïn[73].
- 15 août : Richard Nixon annonce l’inconvertibilité du dollar en or[74]. Cette dévaluation masquée perturbe le marché pétrolier, où les ventes se font en dollars. Les pays producteurs demandent une nouvelle augmentation des prix.

- 2 septembre : Sadate abandonne le terme de RAU pour désigner l’Égypte pour celui de République arabe d’Égypte[65].
- 3 septembre : indépendance du Qatar[75].
- 11 septembre : une nouvelle Constitution est promulguée en Égypte. Elle réaffirme la place de l’islam dans le régime, comme religion d’État et source de législation. Sadate lance une vaste campagne d’amnistie des prisonniers politiques, se traduisant par la libération de nombreux opposants, dont les Frères musulmans. Il soutient la renaissance des organisations islamiques pour contrer les mouvements de gauche (socialiste et communiste)[71].

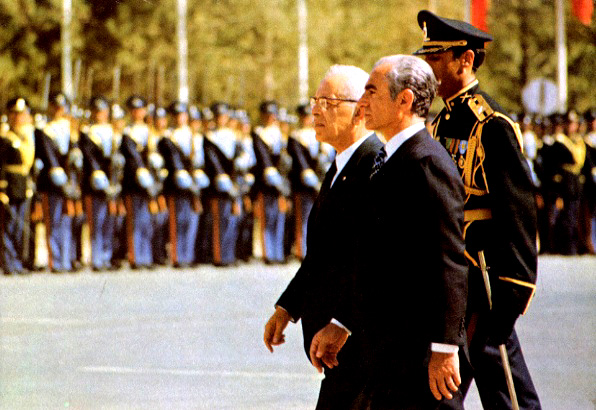
Célébration du 2500e anniversaire de la fondation de l’empire perse

- 12 octobre au 16 octobre : le Chah organise sur les sites antiques de Persépolis et Pasargades des cérémonies fastueuses à l’occasion des 2 500 ans de la monarchie iranienne. Des dizaines de têtes couronnées, princes, présidents et chefs de gouvernement sont présents[76].

- 21 novembre : suicide de Ziad al-Husseini, chef du FPLP à Gaza. Pendant l’été, l’armée israélienne conduite par Ariel Sharon parvient à mettre fin à la résistance palestinienne dans la bande de Gaza. Une administration civile est établie, sous la direction d’un notable palestinien, Rashid Shawa, maire de Gaza à partir de septembre (fin le 22 octobre 1972)[77].
- 30 novembre : l’Iran s’empare de trois îlots dans le détroit d’Ormuz et contrôle ainsi la sortie du Golfe Persique[72].

- 2 décembre : indépendance des Émirats arabes unis, le lendemain de l’abrogation des traités de protectorats qui les liaient à la Grande-Bretagne[72]. Ils intègrent la Ligue arabe le 6 décembre et sont admis à l’ONU le 9 décembre[73].

### Europe
- 6 février : un soldat britannique est tué par une rafale de mitraillette lors d’une émeute à Belfast. Début d’une période d’affrontements sanglants entre catholiques et protestants dans les rues de Belfast. Le 9 août, l’internement administratif sans procès est mis en place[78]. 575 personnes sont tuées entre 1971 et 1972.
- 7 février, Suisse : lors d’une votation (forme de referendum), 67,5 % des participants se prononcent pour accorder le droit de vote aux femmes[79]. C’est le seul pays au monde avec son voisin le Liechtenstein à établir ce droit par le vote du corps électoral masculin.
- 10-11 février : prise d’otages au consulat de Yougoslavie à Göteborg[80].
- 15 février : réforme monétaire au Royaume-Uni. Une livre sterling vaut désormais 100 pence. Disparaissent les shillings et les guinées[81].
- 15-20 février, Espagne : l’assemblée ecclésiastique réunit à Madrid[82] critique ouvertement le régime comme antidémocratique et le caractère archaïque de sa protection de l’Église.

- 8 mars, Portugal : sabotage de la base militaire de Tancos organisé par l’ARA[83].

- 1er mai : accord européen de Genève sur la signalisation routière[84].
- 16 mai : référendum constitutionnel en Bulgarie[85].

- 2 - 25 juin : Nicolae Ceaușescu se rend en république populaire de Chine[86].
- 12 - 14 juin : victoire des travaillistes aux élections générales maltaises[87].
- 13 juin : élections législatives islandaises[88].
- 23 juin : accord du Luxembourg entre les Six et la Grande-Bretagne[89].

- 15 juillet : le dictateur espagnol Francisco Franco désigne par décret Juan Carlos de Borbón pour le remplacer en cas de déplacement ou de maladie[90].
- 23 juillet, conflit nord-irlandais : arrestations de 110 suspects par l’armée et la police à Belfast[91].

- 5 août : sanction royale de l’Industrial Relations Act, loi interdisant la pratique des grèves de solidarité et le monopole syndical d’embauche au Royaume-Uni. Une Cour des relations de travail est chargée d’appliquer le texte. Le TUC se mobilise[92] (24 millions de journées de grève en 1972).
- 9-11 août : opération Demetrius dans le conflit nord-irlandais. Trois cent quarante deux personnes sont interpellées en quelques heures à Belfast et bouclées dans des camps d’internement improvisés ; onze civils sont tués par l’armée britannique dans le quartier catholique de Ballymurphy, à Belfast[93].
- 3 septembre : accord quadripartite sur Berlin[94].
- 21 septembre : élections législatives danoises[95].
- 22 - 25 septembre : rencontre à Belgrade de Tito et de Léonid Brejnev. Ils signent une déclaration réaffirmant l’indépendance politique de la République fédérative socialiste de Yougoslavie mais appelant à un renforcement des liens entre les deux nations[96].

- Septembre-octobre : contestation ouvrière en Espagne[97]. Grèves dans les mines des Asturies (HUNOSA) et à la Seat de Barcelone où un ouvrier est tué par la police le 18 octobre[98].

- 28 octobre : loi sur la Communauté européenne. Le Parlement britannique ratifie de justesse la demande d’adhésion à la CEE[46].
- 7 novembre, Portugal : sabotage d’une base aérienne de l’OTAN à Fonte da Telha par les Brigades révolutionnaires, bras armé du parti révolutionnaire du prolétariat[99].
- 23 novembre : début de la grève générale des étudiants en République socialiste de Croatie en faveur de réformes politiques et économiques (Printemps croate). Émeutes entre Croates et Serbes, provoquant une sévère répression en Yougoslavie. Le 12 décembre, Savka Dabčević-Kučar, Miko Tripalo et Dragutin Haramija, qui soutiennent le mouvement, doivent démissionner de la direction du Parti communiste croate. Des milliers de Croates et d’autres citoyens accusés de nationalisme subversif, de libéralisme ou de tendances prosoviétiques, sont exclus de la Ligue communiste, licenciés ou emprisonnés[100].

- 2 décembre : Tito condamne les nationalistes croates à la télévision yougoslave[101].
- 18 décembre : annonce de la levée partielle de la loi martiale en Grèce, sauf à Salonique, Athènes et au Pirée (applicable au 1er janvier 1972)[102].

## Décès en 1971

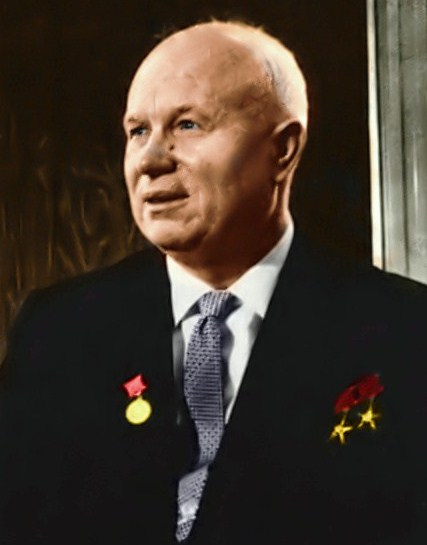
Nikita Khrouchtchev.

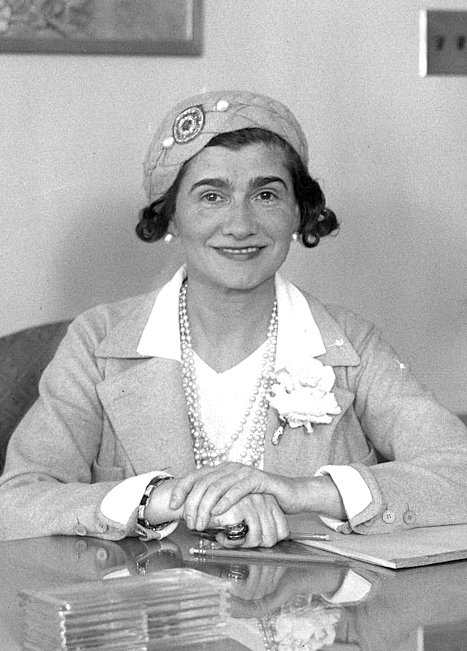
Coco Chanel

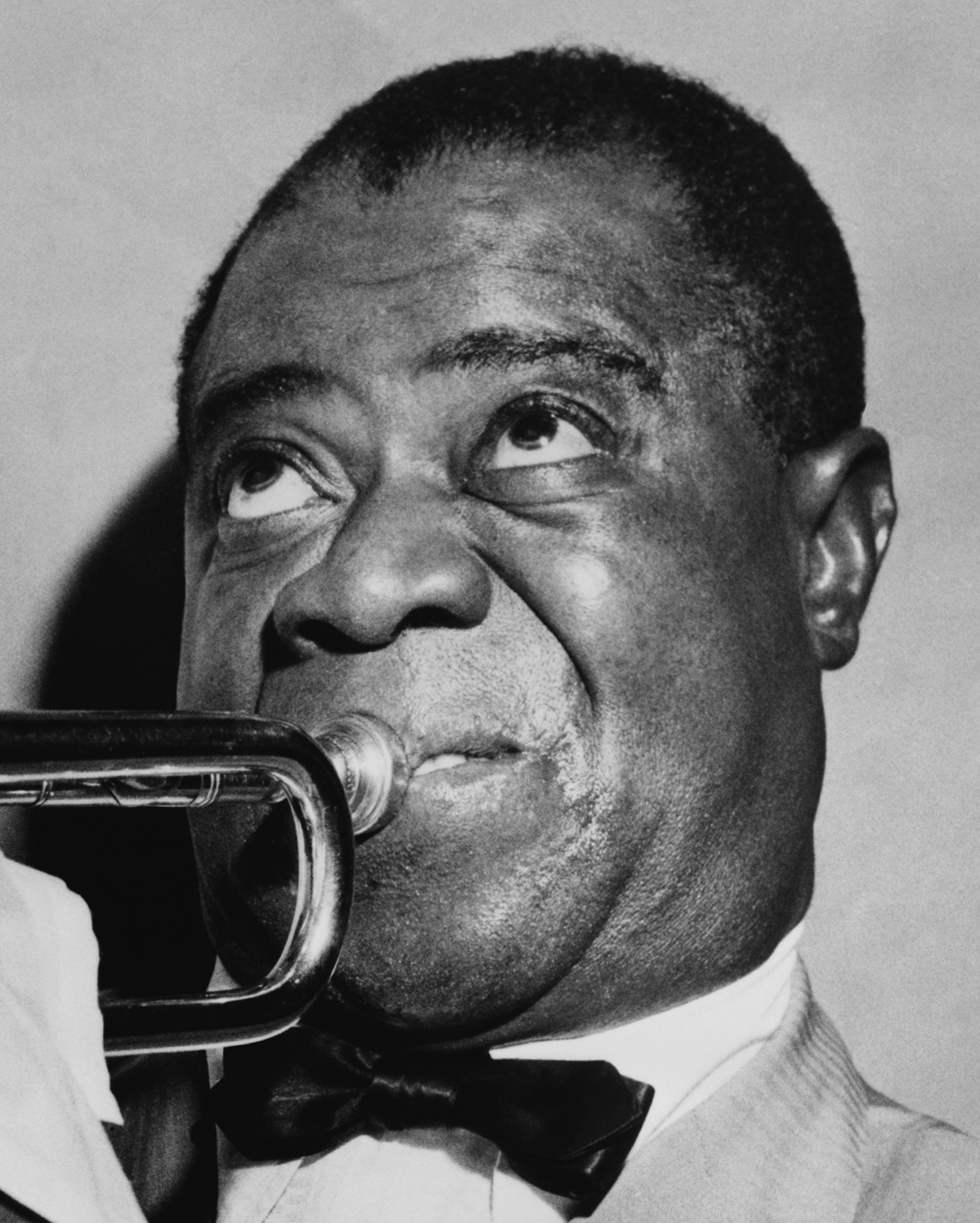
Louis Armstrong

Personnalités majeures décédées en 1971
- 10 janvier : Coco Chanel (couturière et modiste française)
- 16 janvier : Philippe Thys (coureur cycliste belge)
- 25 janvier : Donald Winnicott (pédiatre et psychanalyste britannique)
- 26 février : Fernandel (acteur et chanteur français)
- 8 mars : Harold Lloyd (acteur américain)
- 6 avril : Igor Stravinsky (compositeur et chef d'orchestre russe)
- 28 mai : Jean Vilar (metteur en scène de théâtre et acteur français)
- 4 juin : Georg Lukács (philosophe et homme politique hongrois)
- 3 juillet : Jim Morrison (chanteur de rock américain du groupe The Doors)
- 6 juillet : Louis Armstrong (trompettiste et chanteur de jazz américain)
- 11 septembre : Nikita Khrouchtchev (homme politique soviétique)
- 13 septembre : Lin Biao (militaire et homme politique chinois)
- 12 octobre : Gene Vincent (chanteur américain de rock 'n' roll)

## Documentaire
- 1971 : The Year that Music Changed Everything, série de huit épisodes, Apple TV+, 2021[103].